# Tarantella (entreprise)
Pour les articles homonymes, voir Tarantella et SCO.
Tarantella, Inc. était une société informatique fondée en 1979 sous le nom de Santa Cruz Operation (SCO). Sun Microsystems rachète l’entreprise en 2005.

## Histoire

### SCO
En 1985, SCO achète à Microsoft le droit de fournir Xenix, sa version d'UNIX, pour les processeurs INTEL.
En 1987 SCO porte Xenix sur le processeur 80386 d'Intel. La même année Microsoft a transféré la propriété de  Xenix à  SCO dans un arrangement qui rend Microsoft propriétaire à  25 % de SCO.
En 1989 SCO commence à produire SCO UNIX, dérivé d'une branche plus récente d'UNIX, System V Release 3.2. La version initiale de  SCO UNIX (Release 3.2.0) ne comportait ni le réseau TCP/IP ni le système graphique X Window. Peu après, SCO sort un produit intégré "SCO Open Desktop", ou ODT.
En raison de la popularité de l'architecture x86, Xenix et SCO Unix, réunis, sont l'UNIX le plus répandu.
La compagnie entre en bourse en 1993, au NASDAQ Stock Exchange.
1994 voit sortir SCO MPX, un supplément à SCO UNIX permettant l'utilisation des multi-processeurs (SMP).
En 1995, SCO obtient de Novell une licence pour le code source d'UNIX, ce qui lui permet de réaliser le portage d'éléments de System V Release 4 dans SCO UNIX.
SCO achète également le système UnixWare de Novell, tout en changeant le nom de SCO UNIX qui devient SCO OpenServer. Une partie du code d'UnixWare a été réutilisé dans les versions ultérieures  d'OpenServer. SCO a sorti plusieurs versions d'UnixWare, en particulier la version 7.x lancée en 1997, qui présente une "fusion" d'UnixWare 2 et OpenServer 5.
En 1998, un projet conjoint de SCO et d'IBM, le projet Monterey, vise à créer une nouvelle génération de systèmes UNIX pour processeurs x86 et Itanium. Le projet est abandonné en 2000.

### Tarentella
En 2001, Caldera Systems, un éditeur de distributions Linux, achète la division systèmes pour serveurs et services professionnels, et devient Caldera International. Ce qui reste du SCO initial se renomme en Tarantella. Caldera, qui a acheté la marque commerciale SCO, se renomme en the SCO Group en 2002.
En juillet 2005 Tarantella est rachetée par Sun, cherchant avec son produit Solaris à rattraper les parts de marché que Linux engloutit.